# Бринес, Франсиско
Франси́ско Бри́нес Ба́ньо (исп.  Francisco Brines Baño; 22 января 1932, Олива — 20 мая 2021, Гандия) — испанский поэт. Входил в творческую группу «Поколение 50-х годов». Лауреат Национальной премии испанской литературы, премии королевы Софии в области иберо-американской поэзии, премии Мигеля де Сервантеса. В 1996 году его сборник стихов «Последний берег» был выбран «Книгой года» приложением ABC Culture. В 1998 году Франсиско Бринес стал лауреатом премии Фастенрат.

## Биография

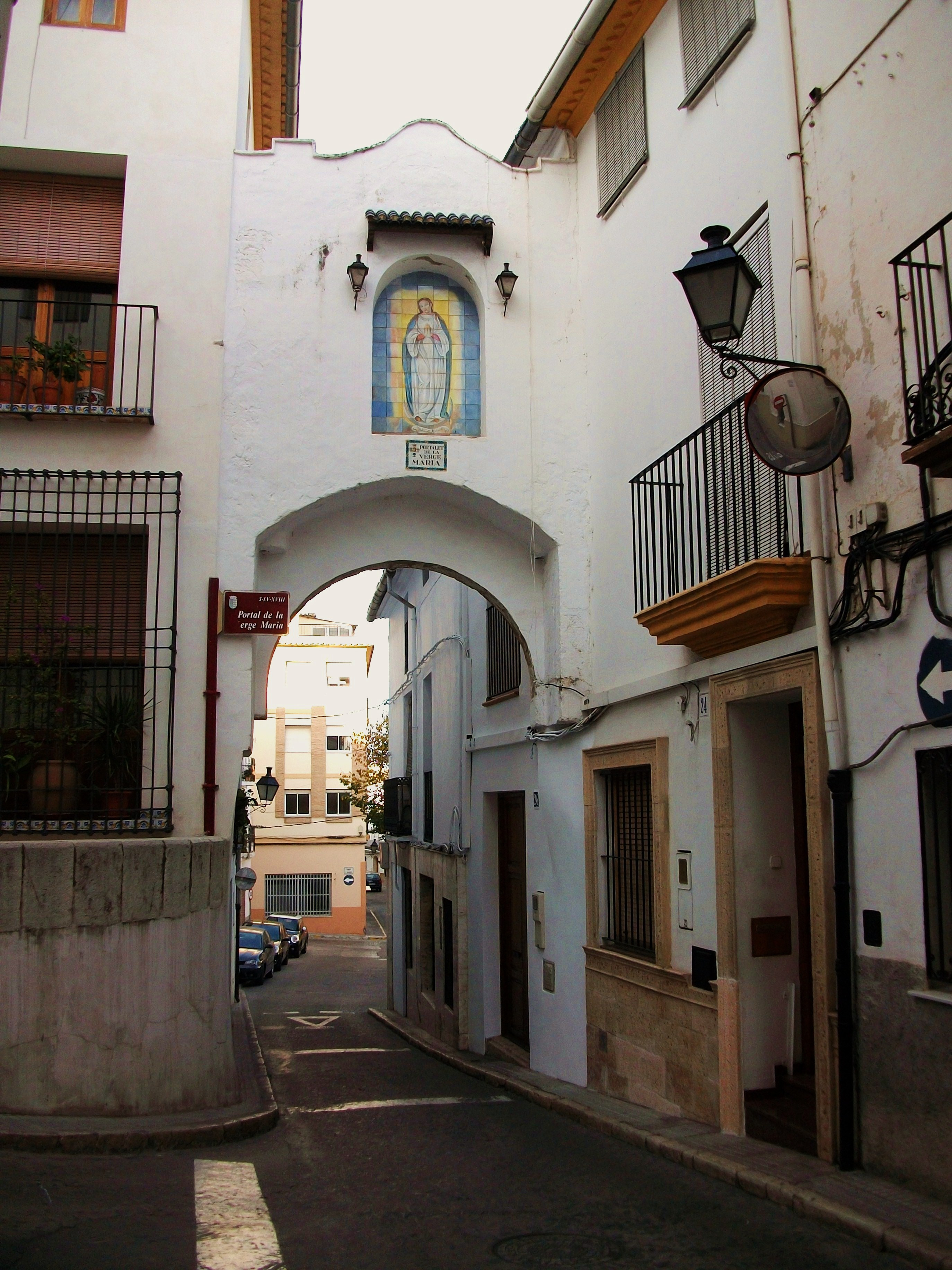
Улочка в Оливе

Родился в провинции Валенсия. Изучал право в университетах Бильбао, Валенсии и Саламанки, философию и литературу — в Мадридском университете. Преподавал в Оксфорде.

## Творческая манера
Принадлежит к поколению 1950-х годов (Хосе Анхель Валенте, Хуан Гойтисоло, Хайме Хиль де Бьедма, Антонио Гамонеда, Ана Мария Матуте и др.), но практически никогда не обращался впрямую к социальной тематике. Ориентир элегической поэзии Бринеса — Луис Сернуда, которому он посвятил речь при избрании в Испанскую Королевскую Академию. В его первых книгах различимо также влияние Антонио Мачадо и Хуана Рамона Хименеса. Бринес сегодня — одна из наиболее авторитетных и влиятельных фигур в испаноязычной лирике.

## Избранные публикации
- 1960: Las brasas (премия Адонаис)
- 1965: El santo inocente
- 1966: Palabras a la oscuridad (Премия критики)
- 1971: Aún no
- 1977: Insistencias en Luzbel
- 1986: El otoño de las rosas (Национальная премия по литературе)
- 1995: La última costa (Премия Фастенрат)
- 1995: Escritos sobre poesía española
- 1997: Poesía completa (1960—1997)

## Признание
Лауреат ряда национальных премий. Член Испанской Королевской Академии (2001). Премия королевы Софии по ибероамериканской поэзии (2010).